# Giovanni di Balduccio

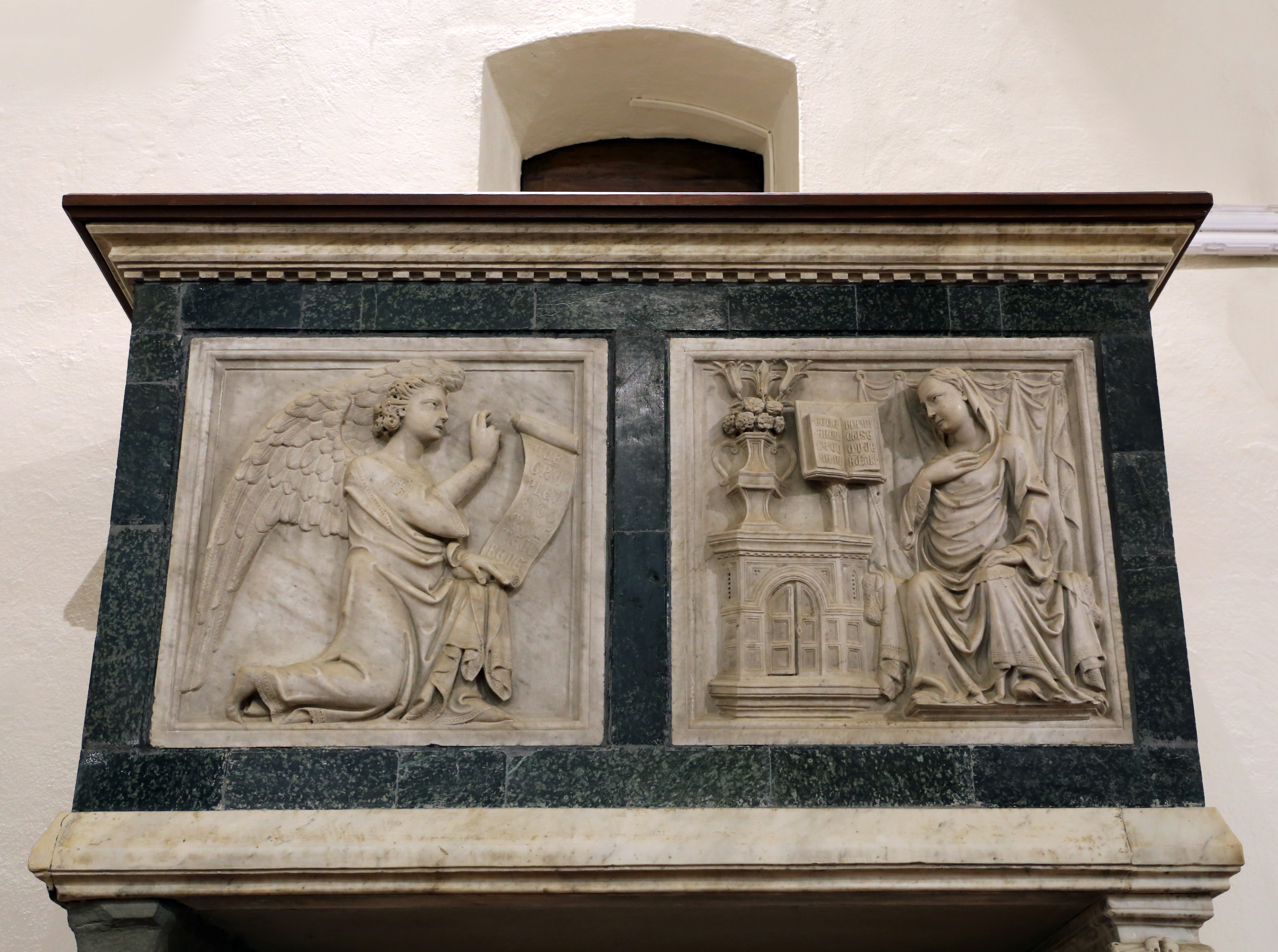
Annunciazione, Chiesa di Santa Maria del Prato (San Casciano Val di Pesa).

Giovanni di Balduccio (Pisa, 1300 circa – 1365?) è stato uno scultore italiano, attivo tra il 1320 e il 1347.

## Biografia
Figlio di Balduccio di Alboneto, nacque quasi sicuramente a Pisa intorno all'anno 1300.
Svolse il suo apprendistato da scalpellino nel grande cantiere dell'Opera del Duomo di Pisa negli anni immediatamente successivi all'uscita di scena di due grandi maestri della scultura toscana, Giovanni Pisano (morto nel 1314) e Tino di Camaino. 
Nel mediocre niveau del nuovo capomastro Lupo di Francesco da Pisa e della sua bottega, è credibile che le sue sculture lo abbiano messo in mostra piuttosto presto. 
Non fu allievo di Giovanni Pisano per motivi anagrafici e non è documentata alcuna occasione di incontro con Andrea Pisano e la sua bottega. Così si ritiene probabile un sodalizio artistico con Tino di Camaino, col quale sembra condividere anche certi stilemi e molte caratteristiche esecutive.
Nei primi anni '30 è attestato a Bologna, dove ha lasciato un polittico marmoreo per lungo tempo rimasto nella Basilica di San Domenico e ora smembrato. La composizione è stata identificata con l'altare della cappella del Castello di Galliera, costruito nel 1331-1332 e destinato a residenza pontificia ma demolito a furor di popolo nel 1334. È probabile infatti che il polittico sia arrivato nella chiesa domenicana dopo questa data.
La sua attività si svolse essenzialmente in Toscana e a Milano; tra le poche notizie biografiche di cui siamo a conoscenza c'è il trasferimento dell'artista in Lombardia, su invito di Azzone Visconti, intorno al 1334. Ha lasciato la sua firma nelle sculture di Sarzana (1327), San Casciano in Val di Pesa (1330-31) e Milano (1339 e 1347); l'ultima sua impresa potrebbe essere stata la decorazione della facciata della chiesa di Santa Maria di Brera.
Nel 1349 gli venne offerta la nomina a capomastro del cantiere del Duomo di Pisa, ma Giovanni la rifiutò. 
Dopo questa data non si hanno più notizie di lui. Recentemente, anche l'arca di Sant'Agostino, conservata nella basilica di San Pietro in Ciel d'Oro a Pavia e realizzata tra il 1362 e il 1365 (ma non del tutto terminata), è stata attribuita, come già ipotizzato da importanti studiosi, quali William Reinhold Valentiner e Francesco Caglioti, al maestro pisano. Con tutta probabilità, Giovanni non morì nel 1349, ma rimase operativo in Lombardia almeno fino al 1365, anno in cui si interruppero i lavori dell'arca di Sant'Agostino, che quindi fu realizzata da Giovanni di Balduccio, ormai anziano, insieme ad alcuni suoi allievi.

## Opere
- gruppo monumentale dell'Annunciazione (1320 circa), chiesa di San Michele a Coreglia Antelminelli;
- capitelli con Teste e Maschere (1325 circa), chiostro della chiesa di Santa Caterina a Pisa, oggi nel Museo Nazionale di San Matteo;
- due monumenti sepolcrali per chiese di Genova, frammenti conservati nel Museo di Sant'Agostino;
- Monumento sepolcrale di Guarnerio degli Antelminelli (firmato, 1328), commissionato dal padre, Castruccio Castracani, chiesa di San Francesco, Sarzana;
- Madonna in trono (1329) circa,  Museo Nazionale di San Matteo, dalla chiesa di Santa Maria della Spina, Pisa[4];
- alcuni rilievi del Monumento sepolcrale Baroncelli (1330), chiesa di Santa Croce, Firenze;
- Angelo annunciante, Annunciata e Santi Pietro e Domenico sculture del pulpito (firmato Hoc opus fecit Ioh(anne)s Balduccii magister de Pisis, 1331, San Casciano in Val di Pesa, chiesa di Santa Maria del Prato commissionato dalla famiglia Bonaccorsi;
- Polittico marmoreo (1332), cappella papale della Rocca Galliera, poi chiesa di San Domenico a Bologna (successivamente andato distrutto, ne rimangono alcune statue, disperse in diversi musei. La Madonna si trova al Detroit Institute of Arts[5], San Pietro Martire al Museo Civico Medievale di Bologna, San Petronio al museo di Santo Stefano, San Domenico al Musée Grobet Labadié di Marsiglia, il profeta Baruch alla Pinacoteca comunale di Faenza e la formella della natività un tempo collocata nella predella presso la collezione privata Raule e Poggi-Cavalletti.)[6];
- Apostoli e Virtù frammenti di Tabernacolo (1333-34), Orsammichele, Firenze (distrutto nel 1359);
- Arca di san Pietro martire (firmata "Magister Johannes Balducii de Pisis / sculpsit hanc archam / anno Domini MCCCXXXVIIII", 1335-1339), cappella Portinari, chiesa di Sant'Eustorgio, Milano (commissionata da Azzone Visconti);
- Monumento funebre di Azzone Visconti, (firmato, 1339) chiesa di San Gottardo in Corte, Milano;
- Frammenti scultorei (firma, 1347) dalla facciata della Chiesa di Santa Maria in Brera, Milano (alcuni dei quali, in seguito alla demolizione della chiesa, sono finiti alla Cascina San Fedele nel Parco di Monza).
- Rilievo del tabernacolo della Porta Ticinese medievale: la Madonna in trono col Bambino, Sant'Ambrogio in ginocchio che offre il modello della città, San Lorenzo, Sant'Eustorgio e San Pietro Martire.
- Monumento funebre di Lanfranco Settala, chiesa di San Marco, Milano;
- Arca di sant'Agostino, (1362-1365), Basilica di San Pietro in Ciel d'Oro, Pavia (commissionata da Galeazzo II Visconti);

## Galleria d'immagini

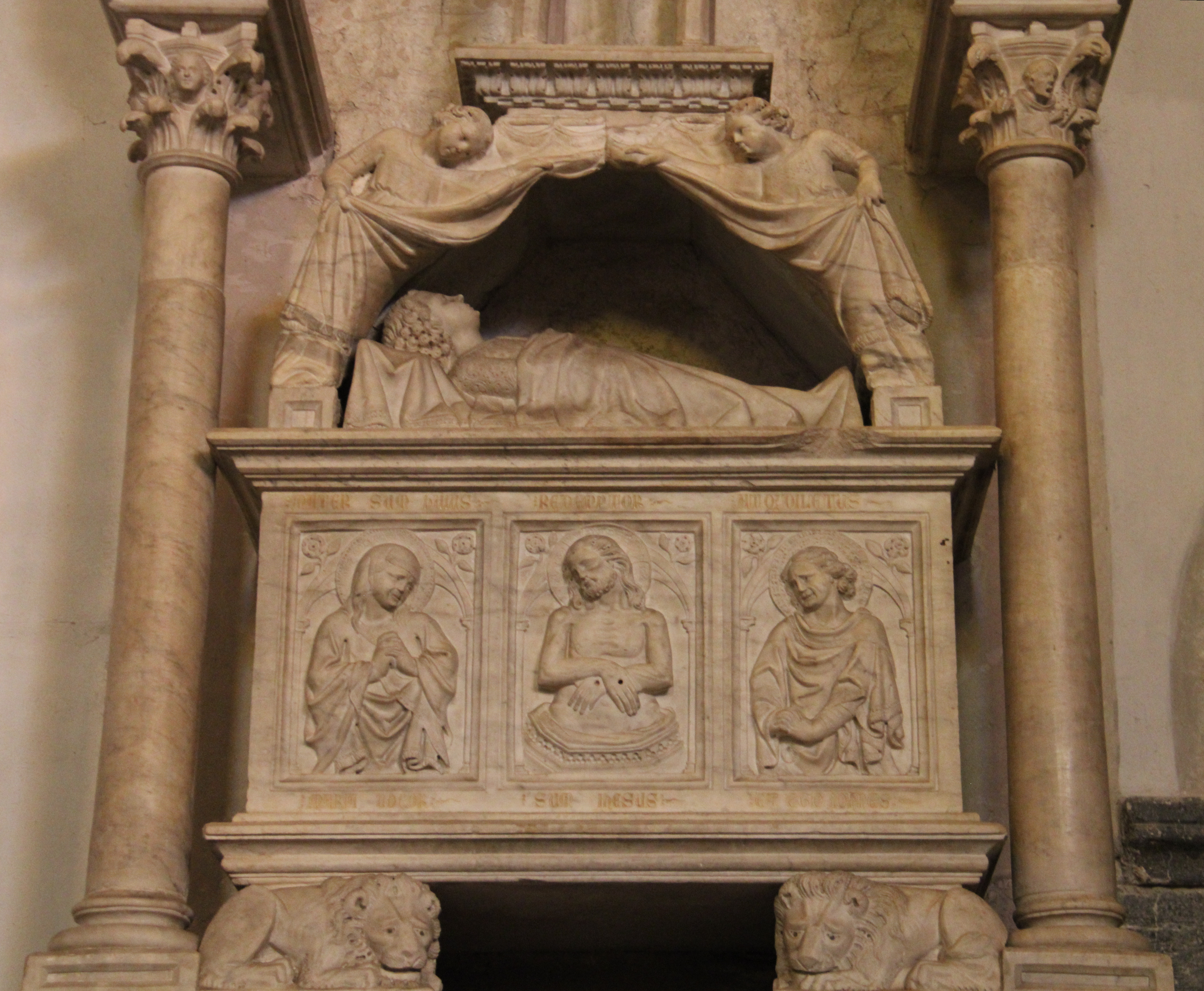
Sepolcro di Guarnerio degli Antelminelli, Chiesa di San Francesco (Sarzana)
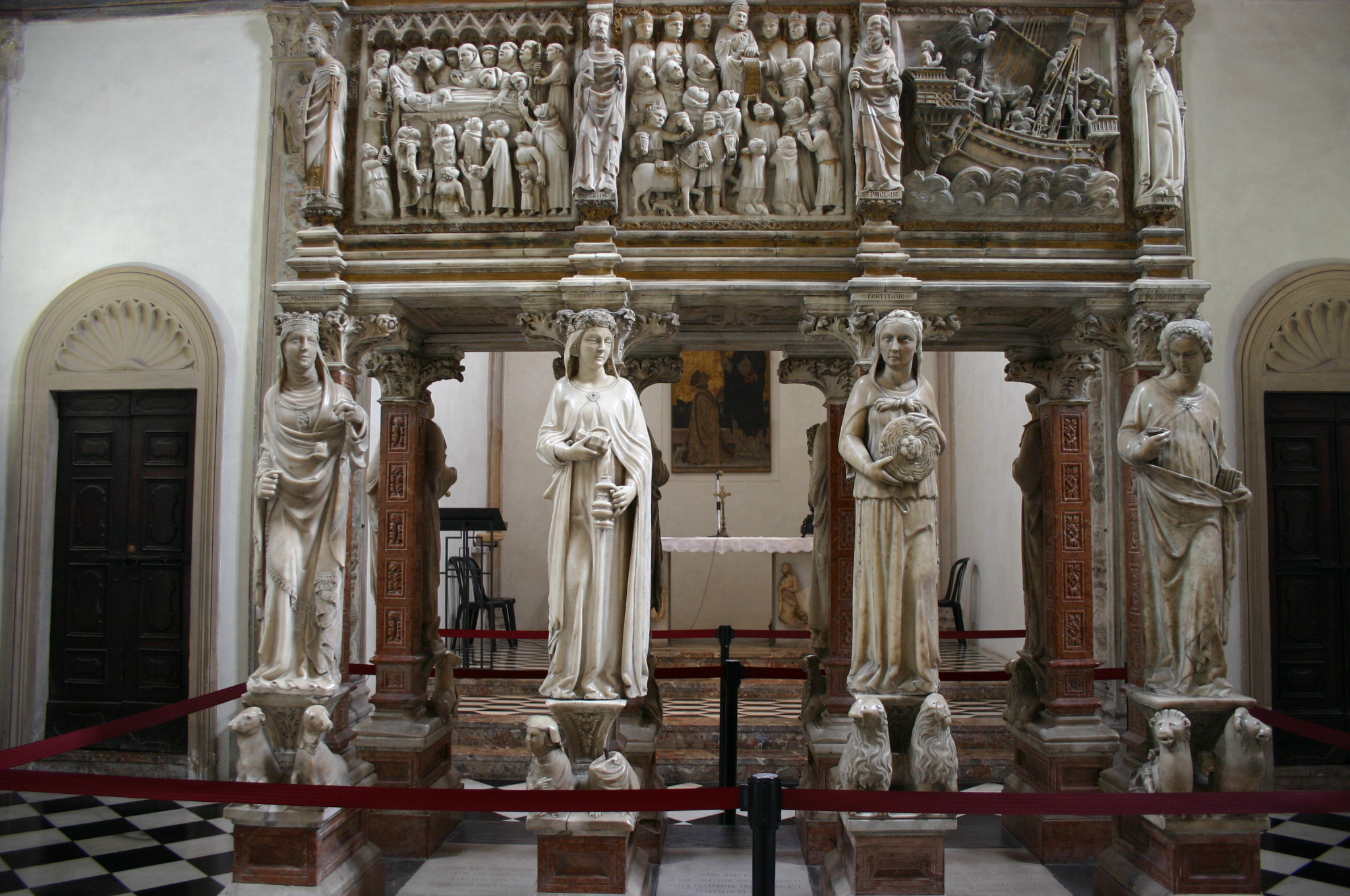
Arca di San Pietro martire, Sant'Eustorgio (Milano)
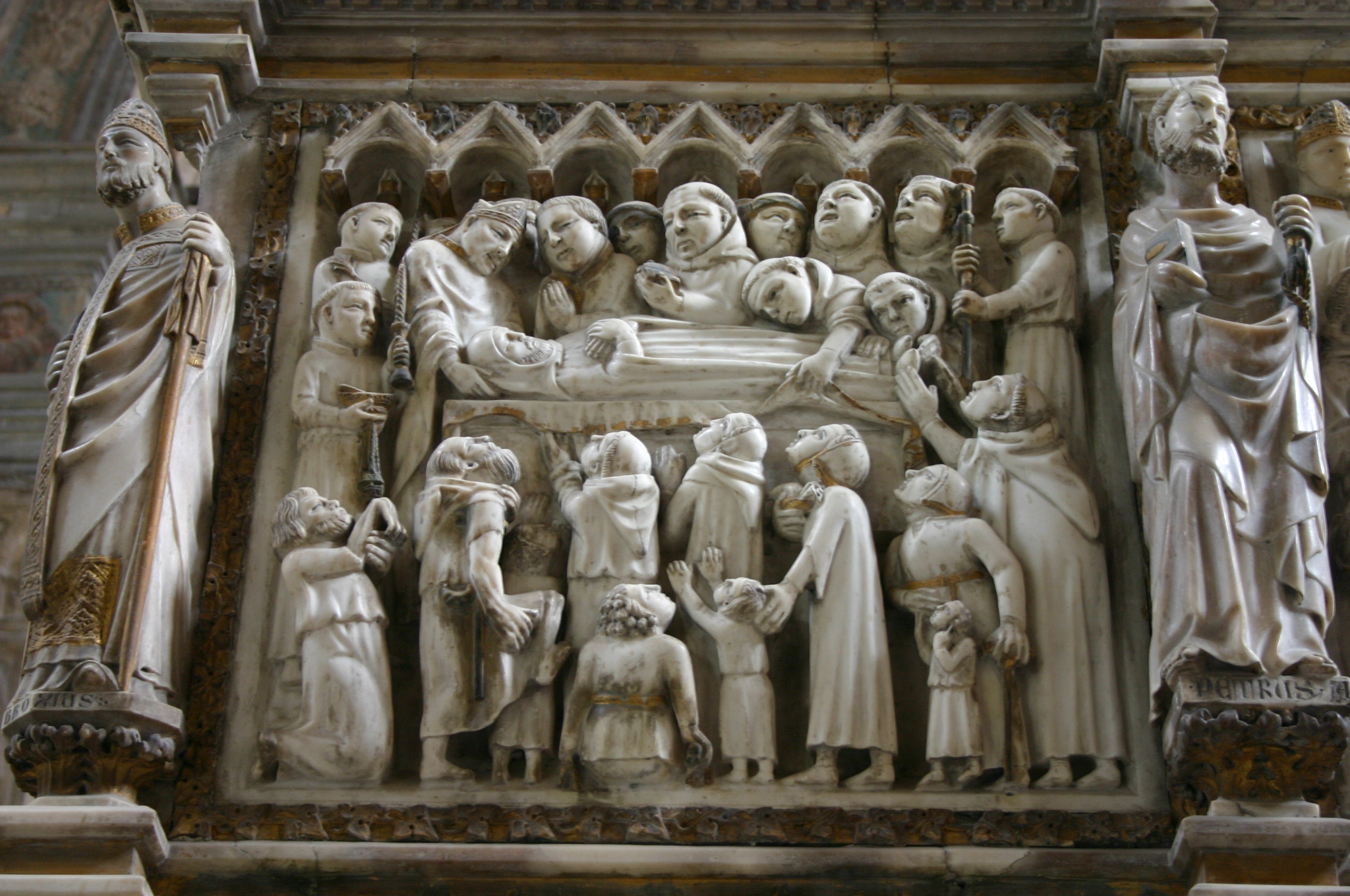
particolare dell'Arca di San Pietro martire
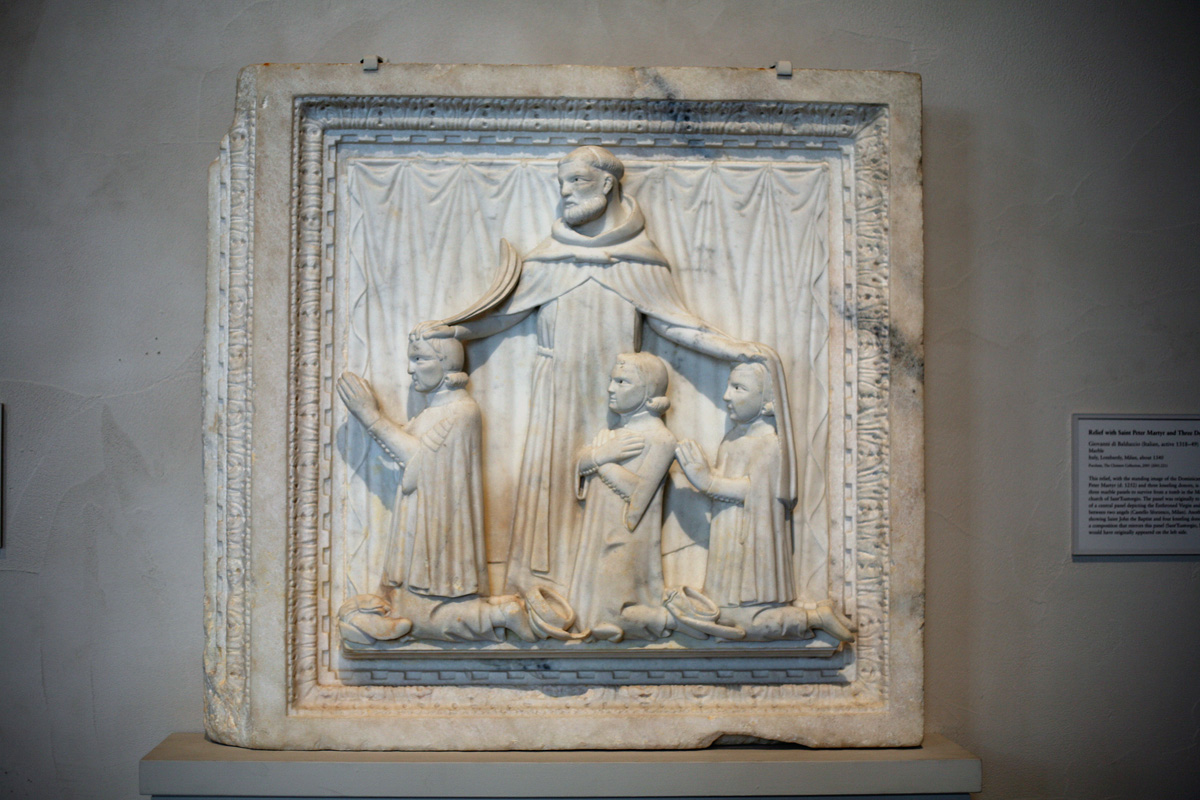
Formella con San Pietro martire e donatori, Metropolitan Museum (New York)
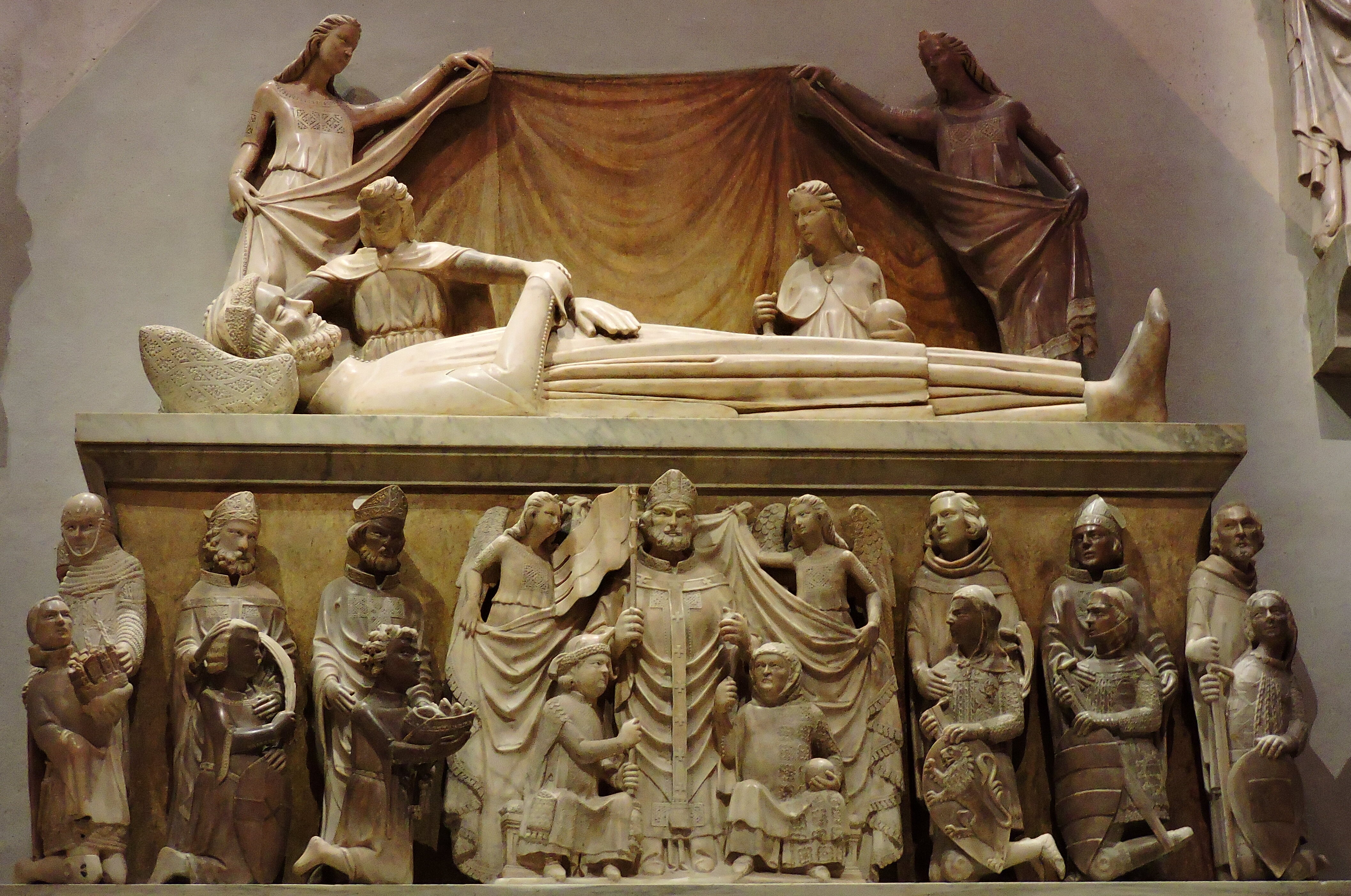
Tomba di Azzone Visconti, San Gottardo in Corte (Milano)
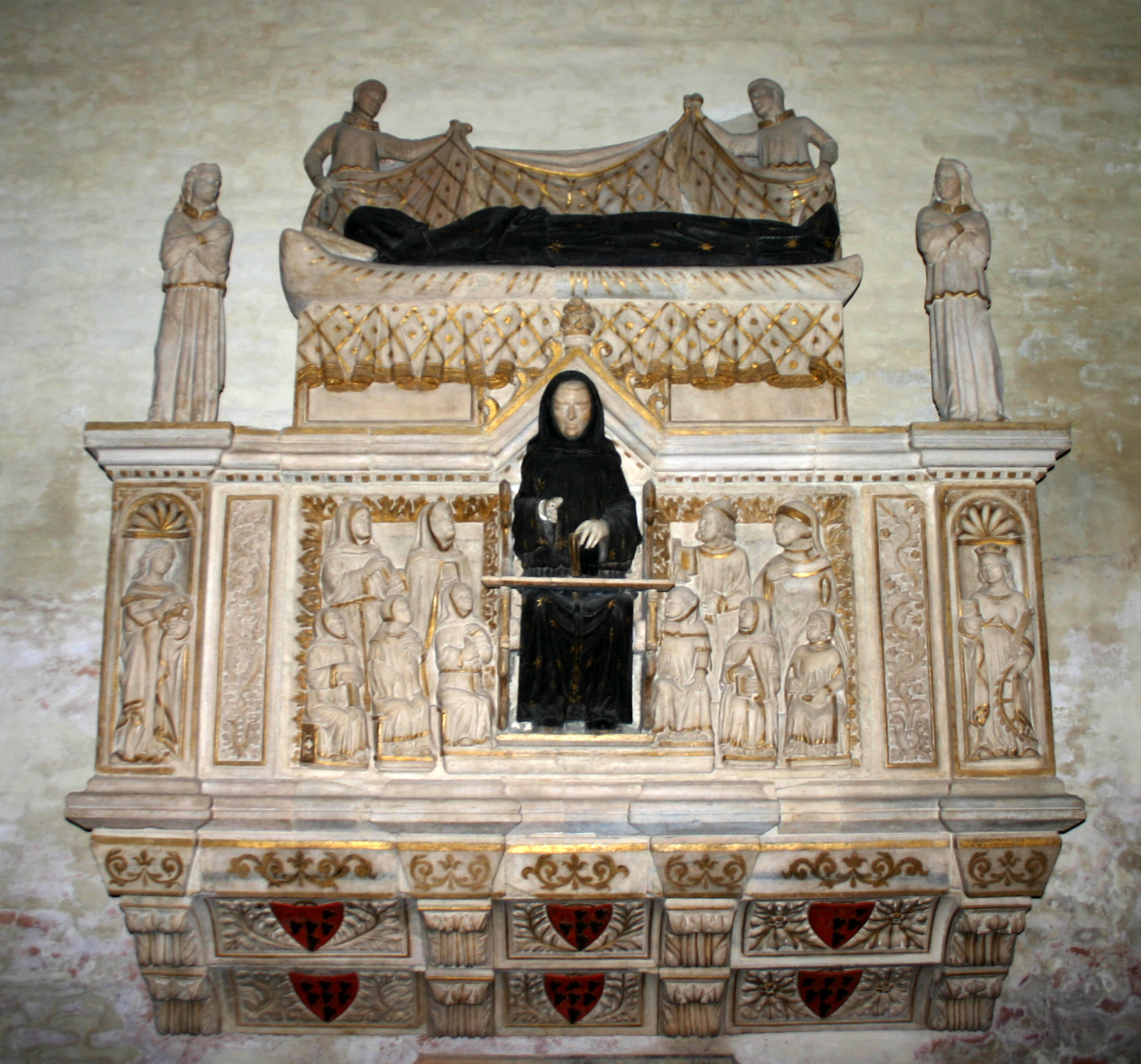
Arca di Lanfranco Settala, Chiesa di San Marco (Milano)
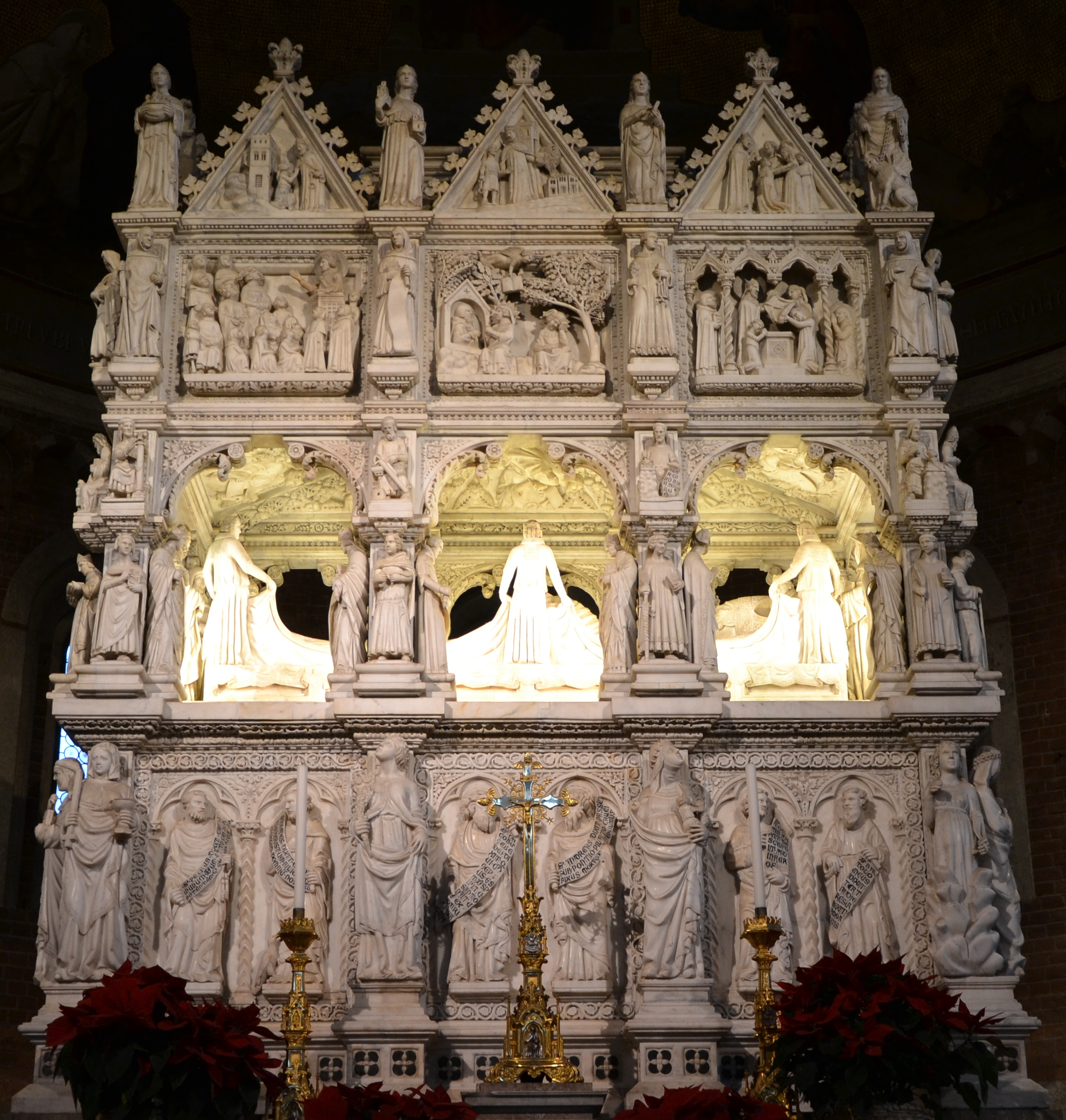
Arca di sant'Agostino, Basilica di San Pietro in Ciel d'Oro, (Pavia)